# Medicine
«Medicine» —en español: «Medicina»—  es una canción interpretada por la cantante y compositora colombiana Shakira con la colaboración del cantante estadounidense de música country Blake Shelton, incluida en su octavo álbum de estudio, Shakira (2014). La canción fue interpretada en la 49° entrega anual de los Premios de la Academia de Música Country el 6 de abril de 2014, la canción estuvo por una semana en el número 57 en el Country Airplay no solicitados. la canción fue escrita por Shakira junto a RedOne, Mark Bright y Hillary Lindsey, y producida por Shakira y RedOne.

## Antecedentes
Tras el éxito de su noveno álbum de estudio, Sale el Sol, en el 2010, Shakira reveló en noviembre de 2011, "He empezado a explorar en el estudio de grabación cada vez que tengo tiempo en Barcelona, y aquí en Miami. Estoy trabajando con diferentes productores y DJs, trató de alimentarme de esto, encontrar nuevas fuentes de inspiración y una nueva motivación musical. Estoy ansiosa por regresar al estudio, mi cuerpo me lo pide".
En 2012, se informó que Shakira estaba filmando el video para el su primer sencillo tentativo «Truth or Dare» en Lisboa, Portugal, sin embargo la canción no fue lanzada debido a su embarazo. En marzo de 2014, Shakira explicó a Billboardː "Han sido dos años y medio de hacer canciones, deshacerlas, hacerlas de nuevo, hacer ocho versiones de cada canción, tener un bebé, grabar The Voice, volver al estudio, volver a reconectarme con mis canciones."
En diciembre de 2013, Sony Music Entertainment informó que el nuevo sencillo de Shakira sería lanzado en enero de 2014, y que se suponía que era un dúo con la cantante Rihanna. el 13 de enero de 2014 fue lanzada «Can't Remember to Forget You» con la colaboración de Rihanna, que fue seguido por el lanzamiento de «Empire».

## Composición
La idea inicial para la canción surgió cuándo Shakira le dijo a Shelton que quiera trabajar con músicos de Nashville ya que estaba cansada de la perspectiva de Los Ángeles, su objetivo era conseguir "otro punto de vista" de "personas reales con las raíces, con las que me sienta cómoda trabajando en una misma habitación". Shakira agregó que le dijo a Shelton que quería hacer una canción que tenga la narrativa de una canción country, que sea pintoresca, una canción real", pero que también necesite su "suit" para sus raíces colombianas. Así como también trabajar con el productor marrueco RedOne, productor de los éxitos de Lady Gaga, donde Shakira se juntó con él, en Los Ángeles.
Hablando de la canción, Shakira reveló que tiene raíces folclóricas en sus discos anteriores y quería incorporar esos elementos en su álbum homónimo, al escribir la canción, Shakira intentó un gran estilo de diferentes géneros diciendo "Cuando escribí "Medicine", yo no sabía qué dirección tomar e hice, como ocho versiones... dance, pop. Pero, dijeː no, esto es una canción country". más tarde llamó a Shelton y le dijo que lo que quería era una canción country con guitarras acústicas, narrativa y con una estructura tradicional."

## Crítica
«Medicine» recibió generalmente críticas negativas. El Globo de Boston dio a la canción una crítica negativa llamándolo un "misstep" y que sentía que Shakira no sonó "cómoda" en la canción. Kate Wills de The Independent dio una crítica similar llamando al dúo un "paso muy lejano." En la versión española de la entrevista track-by-track, la misma Shakira afirmó que la música country no era completamente ajena a ella, ya que ella había usado sonidos similares en anteriores canciones en español.

## Presentaciones en vivo
Shakira y Blake Shelton interpretaron «Medicine» en la 49° entrega anual de los Premios de la Academia de Música Country el 6 de abril de 2014.

## Listas
Tras la publicación del álbum, "Medicine" debutó (y alcanzó su posición máxima) en la lista del US Country Airplay en el número 57 para la semana del 12 de abril de 2014, dando a Shakira la primera canción que aparece en esta lista.
| Lista (2014)                            | Posición |
| --------------------------------------- | -------- |
| Canadá (Canadian Hot 100)               | 90       |
| Líbano (The Official Lebanese Top 20)   | 17       |
| Estados Unidos (Bubbling Under Hot 100) | 16       |
| Estados Unidos (Country Airplay)        | 57       |